# Neosporidesmium maestrense
Neosporidesmium maestrense är en svampart som beskrevs av Mercado & J. Mena 1988. Neosporidesmium maestrense ingår i släktet Neosporidesmium, divisionen sporsäcksvampar och riket svampar.   Inga underarter finns listade i Catalogue of Life.